# Sahawit Khumpiam
Sahawit Khumpiam (thailändisch สหวิช ขำเปี่ยม, * 17. November 1994 in Bangkok) ist ein thailändischer Fußballspieler.

## Karriere
Sahawit Khumpiam stand 2017 beim Erstligisten Muangthong United unter Vertrag. Die komplette Saison wurde er an den Zweitligisten Air Force Central nach Bangkok ausgeliehen. Mit der Air Force wurde er 2017 Vizemeister der Thai League 2 und stieg somit in die erste Liga auf. Nach der Ausleihe wurde er von der Air Force fest verpflichtet. Nach sechs Monaten verließ er den Club und schloss sich dem Zweitligisten Kasetsart FC aus Bangkok an. Für Kasetsart spielte er bis Ende 2019. 2020 wechselte er in die Thai League, wo er einen Vertrag beim Suphanburi FC unterschrieb. Am Ende der Saison 2021/22 belegte er mit dem Verein aus Suphanburi den 16. Tabellenplatz und musste somit in die zweite Liga absteigen. Für Suphanburi stand er elfmal in der ersten Liga auf dem Spielfeld. Nach dem Abstieg verließ er den Verein und schloss sich dem Erstligaaufsteiger Lamphun Warriors FC an. Nach einer Spielzeit und acht Erstligaspielen wechselte er im Sommer 2023 wieder zu seinem ehemaligen Verein Suphanburi FC. Hier stand er in 27-mal im Tor. Im Juni 2024 verpflichtete ihn der ebenfalls in der zweiten Liga spielenden Kanchanaburi Power FC. Nach neun Ligaspielen für den Verein aus Kanchanaburi wurde sein Vertrag im Dezember 2024 nicht verlängert. Im Januar 2025 verpflichtete ihn der Zweitligist Police Tero FC. Nach drei Ligaspielen wechselte er im Sommer 2025 zum Erstligisten Lamphun Warriors FC.

## Erfolge
Air Force Central
- Thailändischer Zweitligavizemeister: 2017  ▲